# Marcellinus och Petrus
Marcellinus och Petrus, avrättade år 304, var två kristna martyrer som halshöggs under kejsar Diocletianus förföljelse. Marcellinus var präst, och Petrus var exorcist.
Enligt traditionen skall Marcellinus och Petrus ha avrättats vid ett skogsparti kallat Silva Nigra. Lucilla, en from änka, påträffade martyrernas kroppar efter en uppenbarelse påstås det och tillsammans med Firmina begravde hon martyrernas kroppar intill martyren Tiburtius vid Via Labicana som senare kom att kallas för Marcellinus och Petrus katakomber.

## Bilder
| - Marcellinus och Petrus reliker vördas i kyrkan Santi Marcellino e Pietro i Rom. |